# Route nationale 151bis
Die Route nationale 151Bis, kurz N 151Bis oder RN 151Bis, war eine französische Nationalstraße.
Sie verlief in den Jahren von 1827 bis 1973 auf der Strecke zwischen Saint-Pierre-le-Moûtier und Chasseneuil-sur-Bonnieure mit drei Unterbrechungen durch andere Nationalstraßen. Ihre Gesamtlänge betrug 229 Kilometer. Im Jahr 1973 wurde der Abschnitt von Sancoins bis Saint-Pierre-le-Moûtier in den Streckenverlauf der Nationalstraße 76 integriert. Der Abschnitt von Le Maubert bis Bellac wurde als Teil der Nationalstraße 145 zugeteilt. Der restliche Streckenverlauf wurde zur Département-Straße abgestuft. Die N151bis bildet eine eigenständige Straße und ist kein Seitenast der N151, da sie keine gemeinsame Kreuzung mit ihr hat. Sie verläuft weitestgehend parallel südlich der N151.